# Aba (Węgry)
Aba – miasto na Węgrzech, w Komitacie Fejér. Siedziba powiatu Aba.